# Tomoya Fujii
Tomoya Fujii (jap. 藤井 智也, Fujii Tomoya; * 4. Dezember 1998 in Gifu, Präfektur Gifu) ist ein japanischer Fußballspieler.

## Karriere
Tomoya Fujii erlernte das Fußballspielen in der Universitätsmannschaft der Ritsumeikan-Universität. Die Saison 2020 wurde er von der Universität an Sanfrecce Hiroshima ausgeliehen. Der Verein aus Hiroshima spielte in der höchsten japanischen Liga, der J1 League. 2020 absolvierte er 15 Erstligaspiele. Sein Debüt in der ersten Liga gab er am 4. Juli 2020 beim Auswärtsspiel gegen Vissel Kōbe. Hier wurde er in der 86. Minute für Yūya Asano eingewechselt. Nach der Ausleihe wurde er Anfang 2021 von Hiroshima fest verpflichtet. Nach insgesamt 71 Erstligaspielen wechselte er im Januar 2023 zum Ligakonkurrenten Kashima Antlers. Nach zwei Spielzeiten, in denen er 47 Ligaspiele bestritt, wechselte er im Januar 2025 zum ebenfalls in der ersten Liga spielenden Shonan Bellmare.